# 1267
1267 (MCCLXVII) je bilo navadno leto, ki se je po julijanskem koledarju začelo na soboto.

## Dogodki

### Sicilsko kraljestvo
- 27. maj - Viterbski sporazum: nominalni latinski cesar Baldvin II. Konstantinopelski prenese grško križarsko Ahajsko kneževino na novega sicilskega kralja Karla Anžujskega. Balvin II. si hoče izboljšati možnosti za ponovno osvojitev Latinskega cesarstva. Dosedanji ahajski knez in zaveznik premaganega Manfreda, se je prisiljen podrediti diktatu, saj so ga prav tako izčrpale vojne z Bizantinci.
- september - Konradin Hohenstaufen, petnajstletni švabski vojvoda in dedič Sicilskega kraljestva, z nemško vojsko svojih podpornikov prečka Alpe, da bi rešil gibelinsko stranko v Italiji in odstranil Karla Anžujskega s sicilskega prestola.↓
- september - Sicilski upor: kastiljski princ in gibelin Friderik, sin Ferdinanda III., izvede ob pomoči Pisancev, španskih najemnikov in muslimanskih Hafsidov iz Ifrikije, vsespolšni upor proti anžujski nadoblasti na Siciliji. Anžujci ubranijo zgolj prestolnico Palermo in Messino, s Sicilije pa iskra upora preskoči še na Kalabrijo in Apulijo. Hafsidom ni vseeno kdo vlada Siciliji, saj so gospodarsko nanjo močno navezani.
  - Upre se tudi muslimanska skupnost iz Lucere[1], ki je tvorila jedro poražene hohenštavfovske armade. Karel Anžujski s težavo zavzame mesto, na presenečenje vseh pa obnovi njihove privilegije. Vendar ima obstoj muslimanske skupnosti visoko ceno, saj jih razveže od vojaške dolžnosti, jih visoko obdavči in v najbolj utrjenem delu mesta ustanovi kolonijo iz provansalskih priseljencev, ki prevzamejo policijski nadzor nad večinsko muslimanskim mestom. Kljub davčnim bremenom mesto ekonomsko in kulturno uspeva. 1300 ↔
- 19. november - Papež Klemen IV. izobči Konradina in vse njegove gibelinske podpornike. 1268 ↔

### Ostalo
- 16. februar - Sporazum v Bajadozu: kastiljski[2] kralj Alfonz X. in portugalski Alfonz III. se sporazumeta o razmejitvi v spornem obmejnem pasu na skrajnem jugu Iberskega polotoka. Regija oziroma kraljevina Algarve pripade Portugalski.
- 24. marec - Pariz: francoski kralj Ludvik IX. in še trije njegovi sinovi si pripnejo križ na ramo. Začetek osme križarske vojne. 1268 ↔
- 9. oktober - Umrlega brandenburškega mejnega grofa Otona III. nasledijo njegovi nečaki Ivan II. (najstarejši), Oton IV. in Konrad I., ki vladajo združeno. 1269 ↔
- 19. november: Anglija: izdan je Marlboroughski statut, najstarejši pravni dokument po anglosaksonskem porotnem pravu, ki (deloma) velja še danes. Od prvotno 29. členov so danes veljavni še štirje[3].
- Najvišje jeruzalemsko razsodišče Haute cour razsodi v zadevi petnajsletne bejrutske dame Izabele Ibelinske, ki se noče preseliti na ciprski dvor k enako staremu soprogu, ciprskemu kralju Hugu II. Lusignanskemu. Razsodba sodišča presenetljivo ugodi želji Izabele, da je njen varuh oziroma zakoniti zastopnik do njene polnoletnosti egiptovski sultan Bajbars. ↓
- 5. december → Umre ciprski kralj Hugo II. Lusignanski, zato je Izabela Lusignanska, s katero poroke nista konzumirala, ponovno razpoložljiva za nov zakon. Huga II. nasledi njegov dosedanji regent in bratranec Hugo III. Lusignanski.
- 20. december - Švedski učenjak Peter iz Dacije se sreča z nemško mistikinjo Kristino iz Stommelna, s katero si potem dopisuje in jo še večkrat obišče. Kristini se razvijejo stigme, kar Peter sproti dokumentira.
- Duševno bolni barbantski vojvoda Henrik IV. je odstavljen v korist mlajšega brata Ivana I.
- Konec Druge baronske vojne, Anglija: zatrt je zadnji, najtrdovratnejši žep upora v močvirnati regiji Isle of Ely, starodavnem gnezdu upornikov in izobčencev. Kralj Henrik III. je sicer v vojaškem smislu zmagovalec, v političnem smislu pa je moral s posredništvom Cerkve skleniti vrsto kompromisov.
  - Sporazum v Montgomeryju je en od teh kompromisov. Henrik III. v njem prizna Llywelyna ap Gruffudda[4] za princa celotnega Walesa[5]. Sporazum tudi določi plačilo visokega letnega tributa angleški kroni.
- Angleški učenjak Roger Bacon dokonča svoje najpomembnejše delo »Opus Maius«, ki ga je spisal po naročilu mecena papeža Klemen IV.
  - Istega leta papež kanonizira poljsko nadvojvodinjo in cisterijansko usmiljenko Hedviko Šlezijsko, rojeno v hiši Andeških.
- Dunaj: mestne oblasti izdajo odlok, ki Judom določa javni zgled, da se ločijo od kristjanov/gentilov. Poleg rumenih okroglih brošk na naprsju morajo nositi še topo stožčasto kapo s konico na vrhu.
- Litvanski veliki knez Vaišvilkas abdicira v korist svojega svaka, galicijskega princa Švarna Daniloviča, sam pa se ponovno umakne v samostan. 1268 ↔
- Mongolski imperij: dokončan je glavni Kublajkanov dvor Dadu[6], današnji Peking.
- Obleganje Xiangyanga (1267-1273): Mongoli/dinastija Yuan začne pod vodstvom Kublajkan skoraj šest let dolgo oblegane strateškega mesta Xiangyang, ki je del kitajske dinastije Južni Song. Mesto Xiangyang je sicer vojaško šibkejši dinastiji Song omogočalo nadzor nad reko Jangce in s tem preprečevalo prodor Mongolov še globlje proti jugu. 1268 ↔
- Sumatarski vojskovodja Malik ul Salih ustanovi sultanat Samudera Pasai, prvo muslimansko državo v današnji Indoneziji.

## Rojstva
- 10. april - Jakob II., aragonski kralj († 1327)
- 10. december - cesar Go-Uda, 91. japonski cesar († 1324)

Neznan datum
- Llywelyn ap Dafydd, nominalni valižanski princ († 1287)
- Rainier I. Monaški, genovski admiral, vladar Cagnesa in Monaka († 1314)
- Roger de Flor, italijanski pustolovec, pirat, vojskovodja, grof Malte († 1305)

## Smrti
- 23. september - Beatrika Provansalska, grofica Provanse, kraljica Sicilije (* 1231)
- 9. oktober - Oton III., brandenburški mejni grof (* 1215)
- 26. november - Silvestro Guzzolini, italijanski svetnik, ustanovitelj reda silvestrinov (* 1177)
- 5. december - Hugo II., ciprski kralj (* 1253)
- 14. december - Kazimir I. Kujavski, poljski knez Kujavije, Mazovije in Velikopoljske (* 1211)

Neznan datum
- Almerik Grafendorfer, lavantinski škof
- Vaišvilkas, veliki litovski knez (* 1223)